# 巴勃罗·艾马尔
巴勃罗·塞萨尔·艾马尔（Pablo César Aimar，1979年11月3日—），生於阿根廷里奥夸尔托，是一名已退役的阿根廷足球員，司職中場。2015年7月，艾馬爾正式宣布掛靴。

## 生涯
艾馬爾出身於阿根廷著名球會河床足球俱乐部，曾代表阿根廷出賽，於1997年贏得世青杯冠軍。2001年他轉會至西甲的巴伦西亚，一度是球會的組織核心。但隨著球隊戰術改变等多方原因，艾馬爾逐渐失去正選位置。2006年，他轉投西甲另一球會薩拉戈薩。2008年萨拉戈萨不幸降入西乙后，艾马尔转会加盟葡超俱乐部本菲卡。2013年8月，艾马尔转投马来西亚足球超级联赛劲旅柔佛DT，签约2年。艾马尔在柔佛DT表现欠佳，柔佛DT于2014年4月与艾马尔解约。艾马尔在效力柔佛DT期间仅上阵8场进1球。
艾馬爾曾经代表阿根廷國家隊参加了2002年和2006年世界杯。在國家隊队中艾马尔曾一度作为里克尔梅的替补，少有出场机会。
艾瑪爾球風飄逸極具觀賞性，是梅西從兒時至今最愛的偶像。

## 榮譽
- 世青杯冠軍：1997
- 西甲冠軍：2001-02、2003-04
- 歐洲足協盃：2003-04